# Aliaa Magda Elmahdy

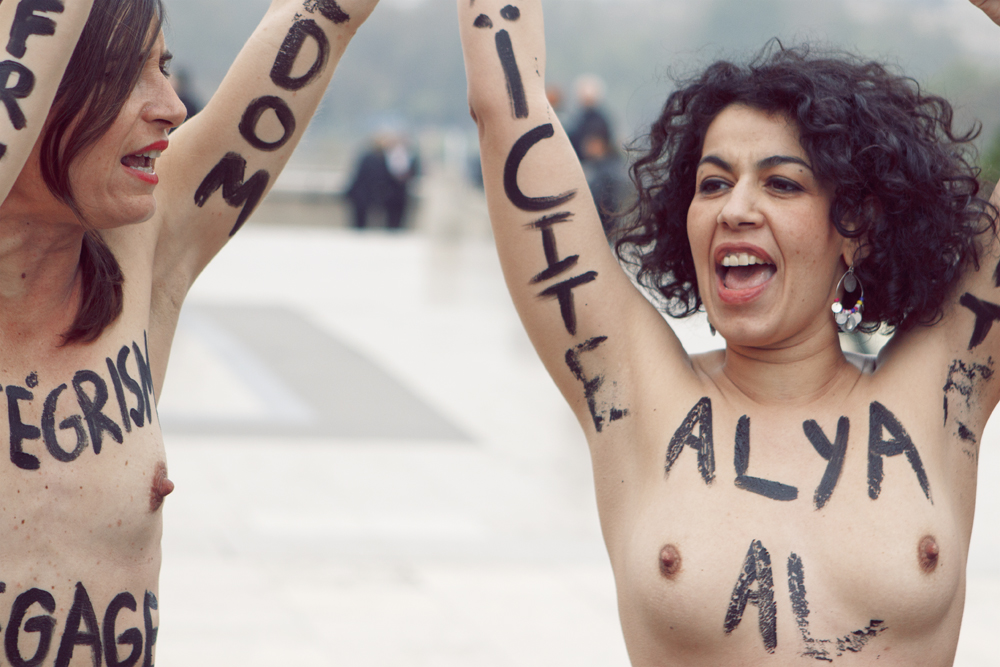
Femen-demonstration i Paris.

Aliaa Magda Elmahdy (arabiska علياء ماجدة المهدى), född 1991, är en egyptisk kvinnorättskämpe och internetaktivist. Hon uppmärksammades i oktober 2011, då hon på sin blogg publicerade ett nakenfotografi på sig själv som protest mot våld, rasism, sexism, sexuella trakasserier och vad hon uppfattar som  hyckleri i samhället.
Den 20 december 2012 utförde Elmahdy och två andra kvinnor en nakenprotest utanför egyptiska ambassaden i Stockholm.